# راسكوفنيك

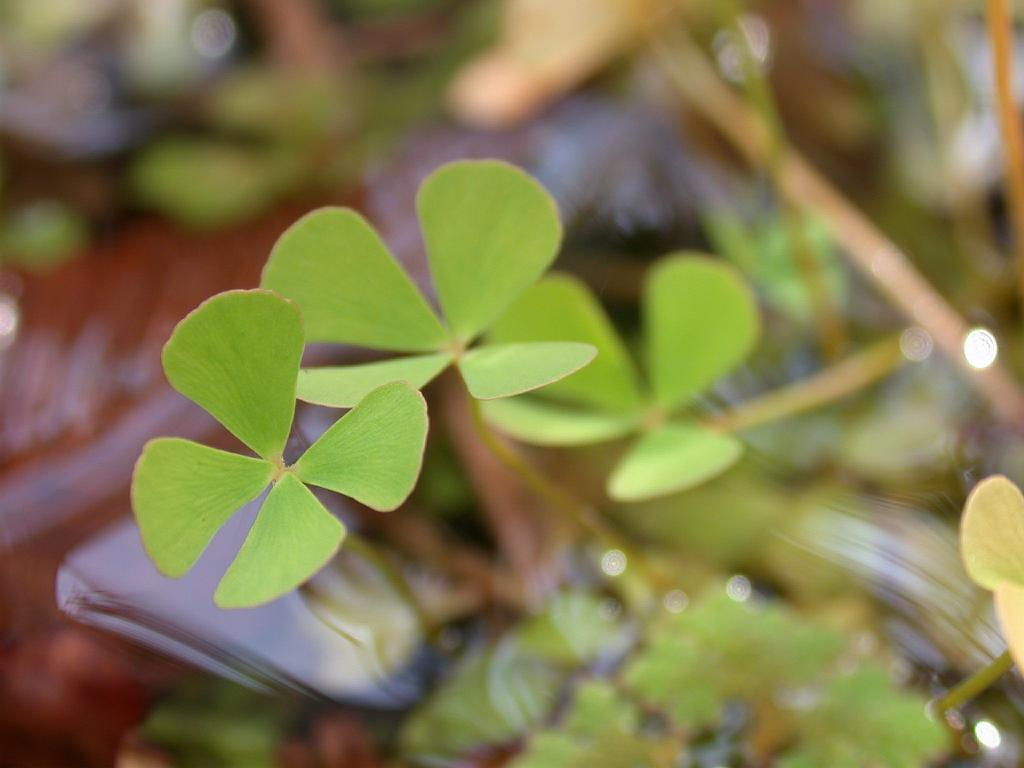
رازكوفنيتشي هو اسم يطلق في بلغاريا على نبات حقيقي هو النفل ذو الأربع أوراق Marsilea quadrifolia، والذي يحمل بعض خصائص نبات راسكوفنيك الأسطوري.

راسكوفنيك أو رازكوفنيتشي (بالسيريلية الصربية والمقدونية: расковник، بالبلغارية: разковниче، بالروسية: разрыв-трава، بالبولندية: rozryw) هي نبتة سحرية في أساطير أوروبا الشرقية. تروي الحكايات أن راسكوفنيك له خواص سحرية لفتح أو كشف أي شيء مقفل أو مغلق. ومع ذلك، فإن الأساطير تزعم أيضا أن التعرف على شكل هذا النبات بالغ الصعوبة، ويشاع أن بعض حيوانات العالم الآخر فقط يمكنها التعرف عليه.

## الأسماء
تعرف هذه العشبة بالعديد من الأسماء بين السلاف الجنوبيين، وتختلف هذه الأسماء اختلافا كبيرا حسب المنطقة. ففي حين يعرف باسم رازكوفنيتشي وراسكوفنيك في اللغة البلغارية والصربية على التوالي، فإنه يعرف في أجزاء من مقدونيا باسم إج ترافا ež trava («عشب القنفذ»). كما يستخدم مصطلح دمير بوزان demir-bozan في محيط مدينة بار (جنوب شرق الجبل الأسود)، وتمت استعارة هذا المصطلح من التركية ويعني «قاطع الحديد». ويشار إلى النبات في منطقة سيرميا باسم عشب شبيرغاستاšpirgasta trava  ويعرف في سلافونيا باسم zemaljski ključ («مفتاح الأرض»)، وفي وادي سافينيا في سلوفينيا يعرف باسم mavričin koren («جذر قوس قزح»).

## الوصف والخصائص
تروي الحكايات أن قلة من الناس فقط يمكنهم التعرف على العشبة. إلا أن المصادر البلغارية تصفها أحيانا بأنها عشبة تشبه النفلة ذات الأربع أوراق. وأنها تنمو في المروج ويمكن قطفها إما وهي خضراء وتزهر أو تكون جافة وذابلة. قد لا تكون نادرة بالضرورة، أو أنها لا تزهر في الأماكن النائية فقط، ولكن من المستحيل على عديمي الخبرة أن يتعرفوا عليها. على حد تعبير اللغوي والفولكلوري الصربي فوك ستيفانوفيتش كراديتش، «هي عشبة (قد تكون خيالية) يعتقد أن لها القدرة على جعل كل قفل وأي شيء آخر مغلق أن يفتح من تلقاء نفسه».
وفقا للأسطورة، يمكن لهذه النبتة فتح أي باب أو قفل بغض النظر عن حجمه أو صلابته أو مفتاحه. وبإمكانها أيضا الكشف عن الكنوز المدفونة في باطن الأرض: في المعتقدات البلغارية، فبإمكانها شق الأرض في المكان الذي يكمن فيه الكنز حتى يتمكن الناس من تحديد موقعه. في بعض الحكايات في صربيا، فإن الكنز نفسه هو رجل أسود مقيد بالسلاسل ويطلب أن تجلب له نبتة راسكوفنيك. تقوم النبتة بكسر السلاسل ويختفي الرجل في باطن الأرض ليحل محله مرجل مليء بالذهب. ومن الخصائص الأخرى الخارقة للطبيعة والمنسوبة للعشبة لدى البلغار قدرتها على تحويل الحديد إلى ذهب، وقدرتها على جعل الشخص الذي يقطفها سعيدا أو ثريا إلى الأبد. في بعض التفسيرات، فإن راسكوفنيك هي نبتة رائعة بإمكانها أن تجعل ما يرغب به صاحبها حقيقة أيا كان هذا الشيء.

## الحصول عليها

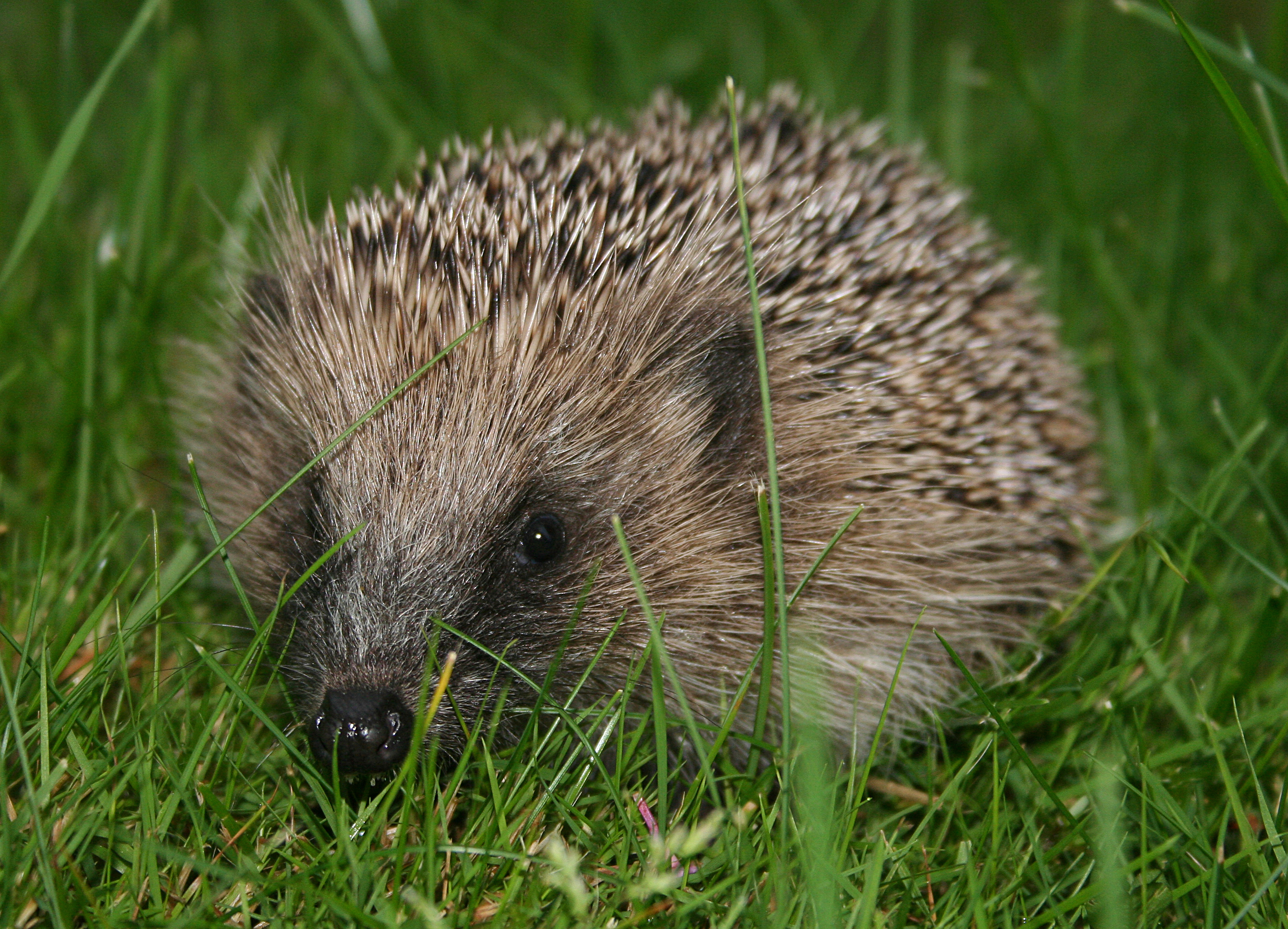
في بعض المناطق في صربيا، ويعتقد أن القنافذ قادرة على تحديد موقع نبتة راسكوفنيك وتساعد الناس مكرهة للحصول عليها.

سعى العديد من صيادي الكنوز والسحرة ومختصي الأعشاب وراء نبتة راسكوفنيك وهم راغبون بالاستفادة من قواها السحرية لمنفعتهم الشخصية. في صربيا، يعتقد أن هناك بعض الكنوز، مثل كنز القيصر رادوفان، والتي لا يمكن فتحها بأي طريقة عدا استخدام نبتة راسكوفنيك.
وكذلك تروي الأساطير البلغارية وبعض الحكايات الأخرى، أن السلاحف هي الكائنات الوحيدة التي تعرف شكل العشبة والمكان الذي تنمو فيه، وبهذا يبحث الناس عن هذه النبتة بخداع السلحفاة. إذ يعثرون على موقع عش السلحفاة ويغطونه بسياج في الوقت الذي تبتعد فيه السلحفاة عن هذا العش. وعندما تعود السلحفاة تجد بيتها مغلقا ولا يكون بإمكانها الوصول لبيضها، فتعود مع عشبة راسكوفنيك لتخترق السياج. وبالتالي، فإن السلحفاة تكشف عن مكان العشبة ويأخذها هؤلاء الناس من السلحفاة، والتي لا تعود بحاجة إليها.
في حين أن خداع السلحفاة هو الأسلوب الأشهر في الميثولوجيا البلغارية، فتشير الأسطورة في دالماتيا إلى الثعابين، وهناك حكاية صربية أخرى قوامها أن يتم الإغلاق على قنافذ صغيرة في صندوق لتأتي أمهم وتفتحه. وتروي القصة أيضا أن المرء لا بد أن يكون سريعا لأخذ نبتة راسكوفنيك، ذلك أن القنفذ قد يبتلعها بعد الاستعمال. وبهذا فإن السلاحف والثعابين والقنافذ وجميع الحيوانات ذات الخصائص من العالم الآخر والتي غالبا ما ترتبط بالعالم السفلي في الحكايات السلافية الجنوبية.
يذكر كاراديتش أيضا طريقة صربية أخرى للحصول على راسكوفنيك. وسجل قصة من بلدة زيمون عن تاجر أراد العثور على العشبة. إذ وضع التاجر الأغلال على قدمي امرأة عجوز وسمح لها بالتجوال في الحقول خلال الليل. فإذا انفتح الحديد من تلقاء نفسه في مكان معين، فلا بد أن يكون المكان الذي تنمو فيه عشبة راسكوفنيك.

## الاستخدام المجازي
دخلت هذه العشبة الأسطورية مفردات اللغة البلغارية الحديثة كرمز للمفتاح السحري أو حلا سحريا بالمعنى الواسع للكلمة. وعبارة "العثور على رازكوفنيتشي"" ("да намериш разковничето") تعني للعثور على حل لمشكلة معينة، عادة ما تكون معقدة أو صعبة. رازكوفنيتشي هو أيضا اسم في اللغة البلغارية يشير إلى نفلة الماء الأوروبية (Marsilea quadrifolia) وهو نبات يتشابه مظهره مع أوصاف راسكوفنيك الأسطورية في مظهره. وفي شرق صربيا، يشير اسم راسكوفنيك أيضا إلى نبات يستخدم في الطب العامي، وهو Laserpitium siler.